# Пинсета
Пинсета (също пенсет, пенсета, пинцет, пинцета, често за ед. ч. пинсети) (от френски: pincette – малки щипки) е устройство, което се използва за захващане на различни малки предмети, които са трудни или опасни за манипулиране с голи ръце. Пинсетата се състои от два еластични лоста от 2 род, съединени неподвижно в единия си край (опорна точка за всеки от лостовете), с различно оформени захващащи краища. Пинсетите се използват в много области, например в медицината, при ръчна работа с различни дребни предмети (части за модели, часовници, печатни платки), в козметиката (за скубане на вежди), във филателията и т.н.
Пинсетите обикновено са метални, но се използват и други материали, като пластмаса (често подсилена със стъклени влакна), керамика и т.н.

## История
Импровизирани пинсети са се използвали навсякъде и винаги, когато е имало необходимост. Например, изскубвани са косми с помощта на две черупки от миди, а с пречупена пръчка са поемани различни предмети. С появата на металите от тях започват да се правят и пинсети за козметични и медицински нужди. Изглежда че с най-голяма популярност пинсетите са се ползвали в Южна Америка, в региона на Андите. За това свидетелства присъствието на медни и златни пинсети (понякога по няколко бройки) сред погребалния инвентар на древните култури.